# لیمویی
لیمویی رنگ رایجی برای برخی از انواع رنگی کوارتز است که یک سایه عمیق از زرد طلایی است. لیمویی در زمان‌های مختلف به صورت زرد، زرد مایل به سبز، زرد مایل به قهوه‌ای یا نارنجی خلاصه شده‌است.

در انگلیسی امروزی، لیمویی به عنوان یک رنگ بیشتر در زمینهٔ (۱) سنگ‌های گرانبها، از جمله کوارتز و (۲) نام برخی از جانوران و گیاهان محدود می‌شود. به عنوان نمونه، دم‌جنبانک لیمویی (Motacilla citreola)، یک گونه پرنده آسیایی با بال و پر به رنگ زرد طلایی، یا سسک زرد، قناری‌مگس‌گیر لیمویی، دم‌چنگالی لیمویی و دیگر.

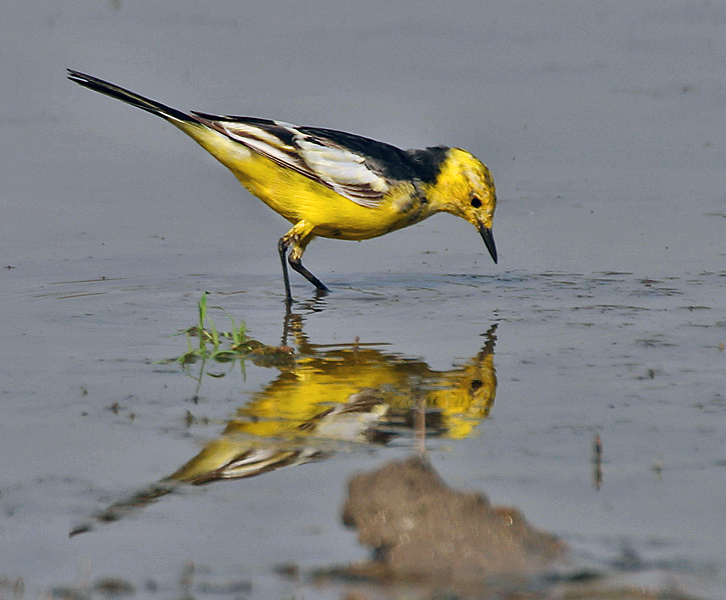
دم‌جنبانک لیمویی
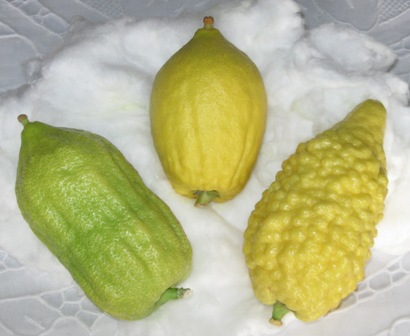
بالنگ از نظر تاریخی منبع کلمه نام رنگ سیترین به زبان لاتین است.
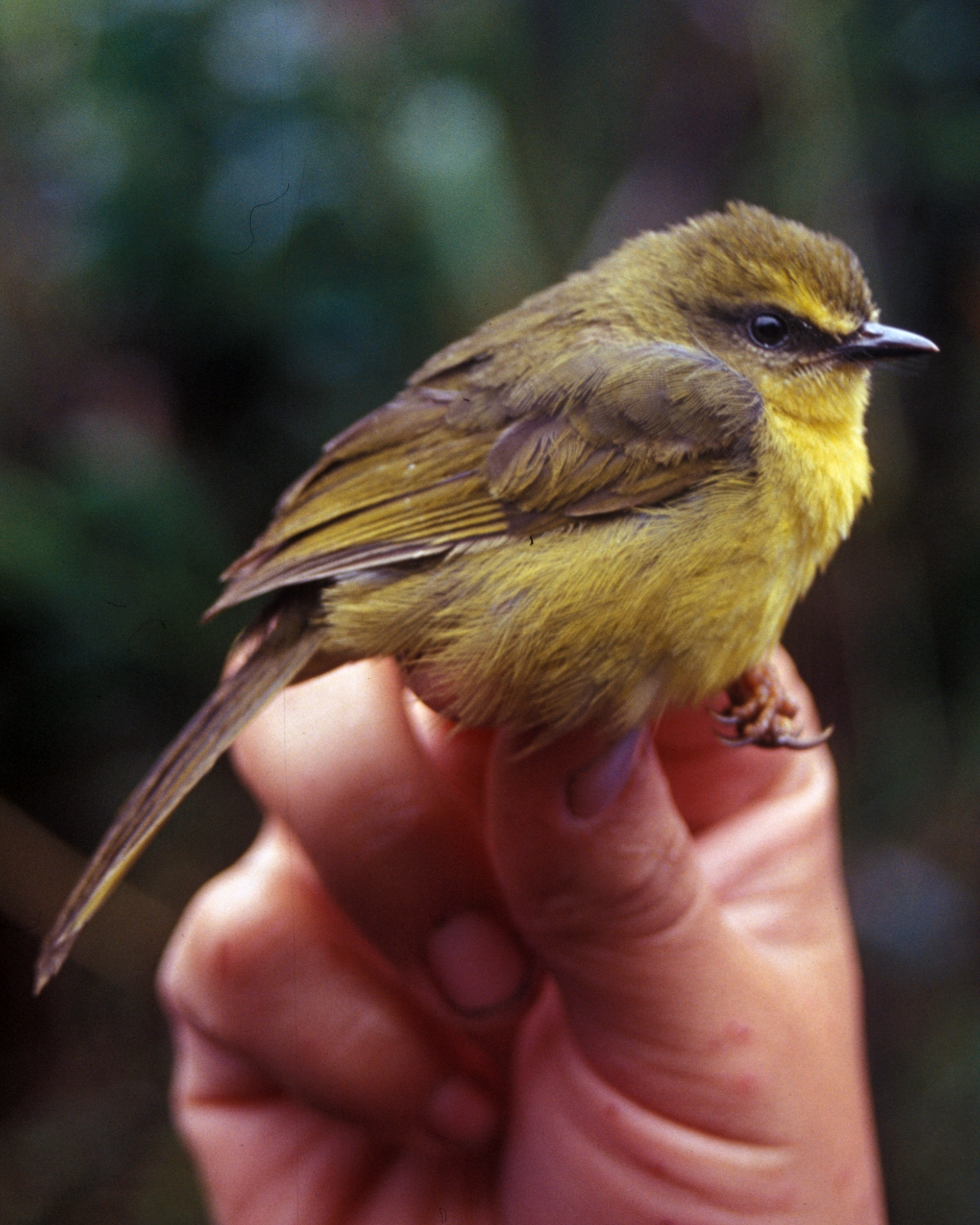
سسک لیمویی
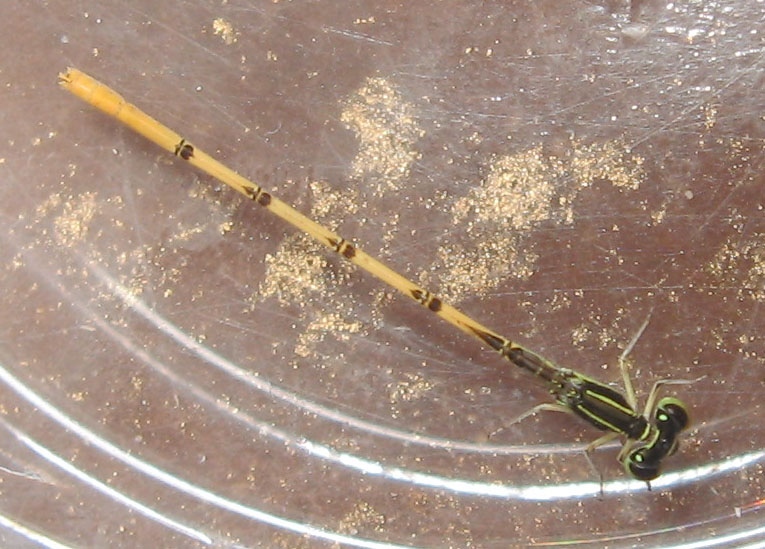
دم‌چنگالی لیمویی